# Lycopodium erectum
Lycopodium erectum là một loài thực vật có mạch trong Họ Thạch tùng. Loài này được Phillipi mô tả khoa học đầu tiên năm 1865.